# The Strait Story
Pour plus de détails, voir Fiche technique et Distribution.
The Strait Story (南方紀事之浮世光影, Fu shih kuang ying) est un film taïwanais réalisé par Huang Yu-shan, sorti en 2005.

## Synopsis
La vie du sculpteur et peintre Huang Ching-cheng.

## Fiche technique
- Titre : The Strait Story
- Titre original : 南方紀事之浮世光影 (Fu shih kuang ying)
- Réalisation : Huang Yu-shan
- Scénario : Huang Yu-shan
- Musique : Sky Lee
- Photographie : Liu Hoho
- Montage : Chen Po-wen
- Production : Chen It-hong et Lorenz Chen
- Société de production : Taiwan Streaming Media Technology et B&W Film Studio
- Pays :  Taïwan
- Genre : Biopic, drame et romance
- Durée : 105 minutes
- Dates de sortie : 
  -  Taïwan : 21 octobre 2005
  -  France : 2005

## Distribution
- Freddy Lim : Huang Ching-cheng
- Janine Chang : Lee Kuei-hsiang
- Yuki Hsu : Shio-shio
- An Ding-ya : Hsieh Guo-yong
- Chen Guan-hao : Hong Rei-lin
- Chen Jhih-kuei : Lu Ji-zheng
- Chen Bing-Chen : M. Wang
- Jag Huang : le médecin

## Analyse
La critique Wang Linzhen estime que le film intègre une dimension documentaire importante (la réalisatrice Huang Yu-shan est par ailleurs documentariste) et s'applique à remettre sur le devant des éléments censurés par le passé.